# Campyloneurum dimorphum
Campyloneurum dimorphum là một loài thực vật có mạch trong họ Polypodiaceae. Loài này được (Link) E. Fourn. miêu tả khoa học đầu tiên năm 1872.